# Armenrecht
Armenrecht ist eine veraltete Bezeichnung für den Anspruch auf die einstweilige Befreiung von den Prozesskosten zugunsten von Personen, die ohne Beeinträchtigung des für sie selbst und ihre Familie notwendigen Unterhalts die Kosten eines Rechtsstreits nicht aufbringen könnten.

## Nationales Recht

### Deutschland

#### Geschichte
Ausgehend vom römischen Recht wurde das Armenrecht über den Schwabenspiegel und die Reichskammergerichtsordnung (RKGO) 
bis in die preußischen Kodifikationen des 18. Jahrhunderts überliefert. Beispiele für das 19. Jahrhundert sind die hessische Kammergerichtsordnung von 1836, die badische Prozessordnung von 1831, die bayerische Prozessordnung von 1869 sowie die hannoverischen Zivilprozessordnungen.
§ 27 RKGO lautete:

„Damit niemand aufgrund seiner Armut rechtlos gelassen wird, soll der jeweilige Kammerrichter die Sachen der Armen, die ihre Armut nachgewiesen und beeidet haben, bestimmten Advokaten und Rednern zuweisen, die sich nach bestem Wissen und Gewissen einzusetzen haben. Diese Redner oder Advokaten sind unter Androhung von Strafe und Amtsenthebung zur Annahme der Rechtssachen verpflichtet. Jedoch soll der Kammerrichter die Rechtssachen gleichmäßig und unvoreingenommen unter den Advokaten und Rednern verteilen; und da es vorkommt, daß die Armen sich leichtsinnig und mutwillig herumtreiben, soll der Arme, dem ein Advokat oder Redner zugewiesen wurde, dem Kammergericht an Eides statt geloben, daß er die Redner und Advokaten entlohnen wird, sobald seine Armut behoben ist.“

#### Regelung in der Zivilprozessordnung
Die erste reichsweite Regelung zum Armenrecht in Deutschland enthielt die Zivilprozessordnung vom 30. Januar 1877 (§§ 106 bis 118 CPO). Das Armenrecht ermöglichte bei Nachweis der Bedürftigkeit durch Vorlage einer entsprechenden Bescheinigung der „obrigkeitlichen Behörde“ über das „Unvermögen zur Bestreitung der Prozeßkosten“  (§ 109 CPO), Armutszeugnis genannt, das vorläufig kostenlose Führen eines Zivilprozesses, wenn die beabsichtigte Rechtsverfolgung oder Rechtsverteidigung nicht mutwillig oder aussichtslos erschien (§ 106 CPO). Durch die Bewilligung des Armenrechts war die Partei einstweilen von der vorschussweisen Zahlung der Gerichts- und Anwaltskosten freigestellt (§ 107 CPO). Ausländer hatten auf das Armenrecht nur insoweit Anspruch, als die Gegenseitigkeit verbürgt war.
Mit Gesetz vom 27. Oktober 1933 wurde das Armenrecht reformiert und die Bewilligung in § 114 Abs. 4 ZPO auf inländische juristische Personen ausgedehnt.
Das Armenrecht behielt auch nach Inkrafttreten des Grundgesetzes seine Funktion, jedem Bürger eine chancengleiche Rechtsverfolgung und Rechtsverteidigung zu ermöglichen und die sog. Rechtswegsperre durch Prozesskosten zu überwinden.
In der ZPO wurde zum 1. Januar 1981 das Armenrecht für die Kosten der Prozessführung jedoch durch das Recht der Prozesskostenhilfe ersetzt (§ 114 ZPO). Der Begriff „Armenrecht“ entsprach nicht mehr dem Sprachgebrauch des sozialen Rechtsstaates und sollte die davon ausgehende diskriminierende Wirkung beseitigten. Über die Bewilligung der Prozesskostenhilfe entscheidet seitdem das Gericht nach eigener Prüfung der Einkommens- und Vermögensverhältnisse des Antragstellers. Für Beratung und außergerichtliche Vertretung wird Beratungshilfe gewährt (§ 2 BerHG). Die Neuregelungen beruhten im Wesentlichen auf dem Bericht der Kommission für das Zivilprozeßrecht aus dem Jahr 1977.
Bei der Prozesskostenhilfe handelt es sich um eine Form der Sozialhilfe, die aufgrund des engen Sachzusammenhangs nicht bei der Verwaltung, sondern bei den Gerichten angesiedelt ist. Für andere als bürgerliche Streitigkeiten verweisen die entsprechenden Verfahrensordnung insoweit auf die ZPO (§ 173 VwGO, § 202 SGG, § 155 FGO, § 11a ArbGG, § 404 StPO).
Juristische Personen können gem. § 116 Satz 1 Nr. 2 ZPO Prozesskostenhilfe beantragen, wenn die Kosten weder von ihr noch von den am Gegenstand des Rechtsstreits wirtschaftlich Beteiligten aufgebracht werden können und wenn die Unterlassung der Rechtsverfolgung oder Rechtsverteidigung allgemeinen Interessen zuwiderlaufen würde.
Ist die wirtschaftliche Lage einer Partei durch die Belastung mit den Prozesskosten nach dem festgesetzten Streitwert erheblich gefährdet, gibt es die Möglichkeit einer Streitwertherabsetzung, die außerhalb der ZPO geregelt ist, beispielsweise in § 12 Abs. 3 UWG, § 142 MarkenG oder § 144 PatG. Dies hat zur Folge, dass die Verpflichtung der begünstigten Partei zur Zahlung von Gerichts- und Anwaltskosten sich nur nach einem ihrer Wirtschaftslage angepassten Teil des Streitwerts bemisst. Die Partei braucht die Gebühren ihres Anwalts nur aus dem geminderten Streitwert zu entrichten hat und hat die Kosten der Gegenseite nur in der Höhe zu erstatten, wie sie bei dem niedrigeren Streitwert entstanden wären. Auf die Kostentragungspflicht der Gegenseite sowohl gegenüber ihrem Anwalt als auch gegenüber dem Gericht hat die Anordnung dagegen keine Auswirkung.

#### Besonderheiten
Die überkommenen Prinzipien aus der Reichskammergerichtsordnung von 1495 finden sich zum Teil noch in der Zivilprozessordnung. Im Bewilligungsverfahren wird der Partei ein zur Vertretung bereiter Rechtsanwalt beigeordnet (§ 121 ZPO). Beigeordnete Rechtsanwälte müssen im gerichtlichen Verfahren die Vertretung der Partei übernehmen und können die Aufhebung der Beiordnung nur aus wichtigem Grund beantragen (§ 48 BRAO). Die Bewilligung der Prozesskostenhilfe bewirkt, dass die beigeordneten Rechtsanwälte Ansprüche auf Vergütung gegen die Partei nicht geltend machen können (§ 122 Abs. 1 Nr. 3 ZPO). Die Partei genießt zwar das Recht der freien Anwaltswahl, ein Anwaltswechsel ist aber im Hinblick auf das Verbot mutwilliger Prozessverteuerung nur aus wichtigem Grund möglich.
Das Vergütungsrecht ist im 8. Abschnitt des Rechtsanwaltsvergütungsgesetzes speziell geregelt (§§ 44 ff. RVG). Vertretungsbereite Anwälte erhalten ihre Vergütung aus der Staatskasse (§ 45 RVG). Bestimmen sich die Gebühren nach dem Gegenstandswert, erhält der Anwalt anstelle der regulären Gebühren nur verminderte Wertgebühren gem. § 49 RVG. Mit der Zahlung gehen die Vergütungsansprüche des Anwalts auf die Staatskasse über (§ 59 RVG). Wird die Bewilligung im Nachhinein aufgehoben, kann die Staatskasse die an den Anwalt gezahlte Vergütung von der Partei zurückfordern. Der Anwalt wiederum kann die Wahlanwaltsgebühren bei seinem Mandanten einfordern. Eine Vergütungsvereinbarung über eine höhere als die gesetzliche Vergütung zwischen dem beigeordneten Rechtsanwalt und der Partei ist nichtig (§ 3a Abs. 4 RVG).

### Österreich
Einer Partei, die außerstande ist, die Kosten der Führung des Verfahrens ohne Beeinträchtigung des notwendigen Unterhalts zu bestreiten, wird zur Gänze oder zum Teil Verfahrenshilfe bewilligt, wenn die beabsichtigte Rechtsverfolgung oder Rechtsverteidigung nicht als offenbar mutwillig oder aussichtslos erscheint (§ 63 ZPO).

### Schweiz
Eine Person hat Anspruch auf unentgeltliche Rechtspflege, wenn sie nicht über die erforderlichen Mittel verfügt und ihr Rechtsbegehren nicht aussichtslos erscheint (§ 117 ff. ZPO).

## Europäisches Recht
Art. 6 der Europäischen Menschenrechtskonvention (EMRK) verlangt einen individuellen Zugang zu staatlichen Gerichtsverfahren, unabhängig von der persönlichen finanziellen Leistungsfähigkeit. Nach Art. 47 der Charta der Grundrechte der Europäischen Union wird Personen, die nicht über ausreichende Mittel verfügen, Prozesskostenhilfe bewilligt, soweit diese Hilfe erforderlich ist, um den Zugang zu den Gerichten wirksam zu gewährleisten.
Der Zugang zum Recht bei Streitsachen mit grenzüberschreitendem Bezug soll durch Festlegung gemeinsamer Mindestvorschriften für die Prozesskostenhilfe in den Mitgliedstaaten der Europäischen Union aufgrund der Richtlinie 2003/8/EG über Prozesskostenhilfe bei Streitsachen mit grenzüberschreitendem Bezug gewährleistet werden (vgl. § 1076 ZPO).